# Élections sénatoriales de 2026 à Wallis-et-Futuna
Pour un article plus général, voir Élections sénatoriales françaises de 2026.
Les élections sénatoriales à Wallis-et-Futuna sont prévues en septembre 2026. Elles visent à renouveler l'unique sénateur de la collectivité.

## Modalités

### Dates
Ces élections se tiendront en septembre 2026, les sénateurs étant élus pour une durée de 6 ans et les élections de 2020 ayant eu lieu le 27 septembre.

### Mode de scrutin
Wallis-et-Futuna étant représentée par un seul sénateur, ce dernier est élu au scrutin uninominal majoritaire à deux tours. Est élu le candidat qui réunit la majorité absolue des suffrages exprimés et les voix d'un quart des électeurs inscrits dans la circonscription. À défaut, un second tour est organisé. Celui qui remporte le plus de voix au second tour est déclaré élu.

### Collège électoral
Les élections sénatoriales sont un scrutin indirect, cela signifie que seuls les grands électeurs sont appelés à voter lors de cette élection. Sont considérés comme grands électeurs:
- le député et le sénateur ;
- les membres de l'Assemblée territoriale de Wallis-et-Futuna.

## Contexte

### Élections sénatoriales de 2020
Lors des élections sénatoriales de 2020, le candidat indépendant divers gauche Mikaele Kulimoetoke, défait et succède à Robert Laufoaulu, lui aussi indépendant mais divers droite.

### Élections territoriales de 2022
Légèrement minoritaires à l'issu des élections de 2017, les forces de gauche parviennent à progresser et à devenir majoritaires au cours de ces élections.

## Résultats

### Sénateur sortant et élu
| Sénateur sortant    | Parti | Parti | Groupe | Groupe | Sénateur élu | Parti | Parti | Groupe | Groupe |
| ------------------- | ----- | ----- | ------ | ------ | ------------ | ----- | ----- | ------ | ------ |
| Mikaele Kulimoetoke |       | SE    |        | RDPI   |              |       |       |        |        |